# 댄 버드
댄 버드(Dan Byrd, 1985년 11월 20일 ~ )는 미국의 배우이다.

## 출연 작품
- 시스터즈 (2015)
- 이지 A (2010)
- 노먼 (2009)
- 에일리언즈 인 아메리카 (2007)
- 내셔널트레져: 보물의비밀 (2006, Outlaw Trail: The Treasure of Butch Cassidy)
- 잼 (2006)
- 히어로즈 (2006)
- 론리 하츠 (2006)
- 힐즈 아이즈 (2006)
- 체킹 아웃 (2005)
- 시체들의 습격 (2005)
- 클럽하우스 (2004)
- 공포의 별장 (2004)
- 신데렐라 스토리 (2004)
- 초능력 소녀의 분노 2 (2002)
- 저스트 애스크 마이 칠드런 (2001)
- 나이트메어 룸 (2001)

### 텔레비전
- 커트니 콕스의 러브 앤 프렌즈 (2009-15)